# 非裔美国人社会主义
非裔美国人社会主义（英語：African-American socialism）是一种在19世纪兴起的政治思潮，特指马克思主义思想在非裔美国人中的发源和传播。对于非裔美国人而言，社会主义代表着获得平等的阶级地位、人道对待劳动者以及瓦解美国资本主义的手段。黑人解放与马克思主义理论相一致，马克思主义主张所有种族的工人阶级在反对资产阶级时有着共同的利益。